# دهستان سالاری
دهستان سالاری، یکی از دهستان‌های بخش بلهرات شهرستان میان‌جلگه در استان خراسان رضوی ایران است. مرکز این دهستان، روستای سالاری است.

## جمعیت
بر پایه سرشماری عمومی نفوس و مسکن در سال ۱۳۹۵، جمعیت دهستان سالاری برابر با ۷٬۲۲۰ نفر بوده است.